# Перис (Арканзас)
Перис (англ. Paris) — місто (англ. city) в США, в окрузі Логан штату Арканзас. Населення — 3176 осіб (2020).

## Географія
Перис розташований за координатами 35°17′23″ пн. ш. 93°43′21″ зх. д. / 35.28972° пн. ш. 93.72250° зх. д. (35.289641, -93.722611).  За даними Бюро перепису населення США в 2010 році місто мало площу 12,46 км², з яких 11,72 км² — суходіл та 0,74 км² — водойми.

## Демографія
Згідно з переписом 2010 року, у місті мешкали 3532 особи в 1473 домогосподарствах у складі 921 родини. Густота населення становила 283 особи/км².  Було 1658 помешкань (133/км²). 
Расовий склад населення:
| - 93,4 % — білих - 2,4 % — чорних або афроамериканців - 0,7 % — азіатів - 0,6 % — корінних американців - 1,0 % — осіб інших рас |

До двох чи більше рас належало 1,8 %. Іспаномовні складали 2,3 % від усіх жителів.
За віковим діапазоном населення розподілялося таким чином: 21,9 % — особи молодші 18 років, 55,5 % — особи у віці 18—64 років, 22,6 % — особи у віці 65 років та старші. Медіана віку мешканця становила 43,6 року. На 100 осіб жіночої статі у місті припадало 90,4 чоловіків;  на 100 жінок у віці від 18 років та старших — 83,9 чоловіків також старших 18 років.
Середній дохід на одне домашнє господарство  становив 42 185 доларів США (медіана — 32 647), а середній дохід на одну сім'ю — 52 805 доларів (медіана — 39 202). Медіана доходів становила 35 250 доларів для чоловіків та 26 679 доларів для жінок. За межею бідності перебувало 22,7 % осіб, у тому числі 35,5 % дітей у віці до 18 років та 7,5 % осіб у віці 65 років та старших.
Цивільне працевлаштоване населення становило 1374 особи. Основні галузі зайнятості: освіта, охорона здоров'я та соціальна допомога — 33,3 %, виробництво — 17,8 %, роздрібна торгівля — 11,1 %, публічна адміністрація — 8,4 %.